# Crocifissione di San Francesco a Siena
La Crocifissione di San Francesco a Siena è un affresco staccato di Pietro Lorenzetti, databile al 1336-1337, conservato nella basilica di San Francesco a Siena. Collocato in una cappella del transetto, proviene originariamente dalla Sala Capitolare dell'ex-convento, dove faceva parte di un ciclo pressoché interamente perduto, a eccezione di questa scena (mancante tuttavia di un'ampia fascia alla base) e del Cristo risorto oggi nel Museo dell'Opera del Duomo di Siena. 

## Storia
Tra il 1336 e il 1337 circa, i fratelli Lorenzetti eseguirono un ciclo di affreschi nella Sala Capitolare e, per quanto riguarda il solo Ambrogio, nel chiostro.
Tradizionalmente riferiti ai primi anni venti, è stato possibile definire meglio la data grazie al ritrovamento, sul portale d'accesso tra il chiostro e la cappella Petroni-Martinozzi, di due stemmi dipinti e della data 1336, appartenenti al medesimo ciclo lorenzettiano come dimostra l'identità della fascia ornamentale. 
La Crocifissione venne staccata nel 1857 e collocata nella chiesa.

## Descrizione e stile
La grande composizione, priva della parte inferiore, riprende lo schema della Crocifissione nel transetto sinistro della basilica inferiore di Assisi, sebbene l'impaginazione differisca nella minore presenza di personaggi alla base della croce, disposti in maniera più semplice su un'unica fila isocefala e con la sola croce del Cristo, circondata da angeli disperati, che citano la Crocifissione di Giotto agli Scrovegni. 
La scena appare oggi con una cromia molto ridotta, ma ciò è dovuto alla caduta del pigmento azzurro che copriva il cielo e di gran parte delle tinte più scure (come negli elmi dei soldati), per via delle intemperie e dello stacco. 
I gruppi degli astanti sono divisi nettamente in due gruppi a seconda del grado di santità: a sinistra il gruppo delle Pie Donne con Maria svenente e l'angosciato Giovanni apostolo, a destra i soldati romani e gli ebrei. In quest'ultimo gruppo spiccano due figure con nimbo esagonale, quello che spesso indica un gradino inferiore di santità. Essi sono Longino e il centurione che riconosce tardivamente la divinità di Gesù, portando la mano al petto: essi sono dunque già convertiti, ma non ancora santi.